# Omps
Omps (okzitanisch gleichlautend) ist eine französische Gemeinde mit 318 Einwohnern (Stand 1. Januar 2022) im Département Cantal in der Region Auvergne-Rhône-Alpes (vor 2016 Auvergne). Sie gehört zum Arrondissement Aurillac und zum Kanton Saint-Paul-des-Landes.

## Lage
Omps liegt etwa 14 Kilometer westsüdwestlich von Aurillac im Zentralmassiv und in der Naturlandschaft Châtaigneraie. Umgeben wird Omps von den Nachbargemeinden Le Rouget-Pers im Westen und Norden sowie Saint-Mamet-la-Salvetat im Osten und Süden.

## Bevölkerungsentwicklung
| Jahr                       | 1962 | 1968 | 1975 | 1982 | 1990 | 1999 | 2006 | 2011 | 2019 |
| Einwohner                  | 286  | 275  | 248  | 246  | 223  | 275  | 296  | 315  | 330  |
| Quellen: Cassini und INSEE |      |      |      |      |      |      |      |      |      |

## Sehenswürdigkeiten
- Kirche Saint-Julien, Monument historique seit 1993
- Schloss La Plaze aus dem 18. Jahrhundert, Monument historique seit 2002

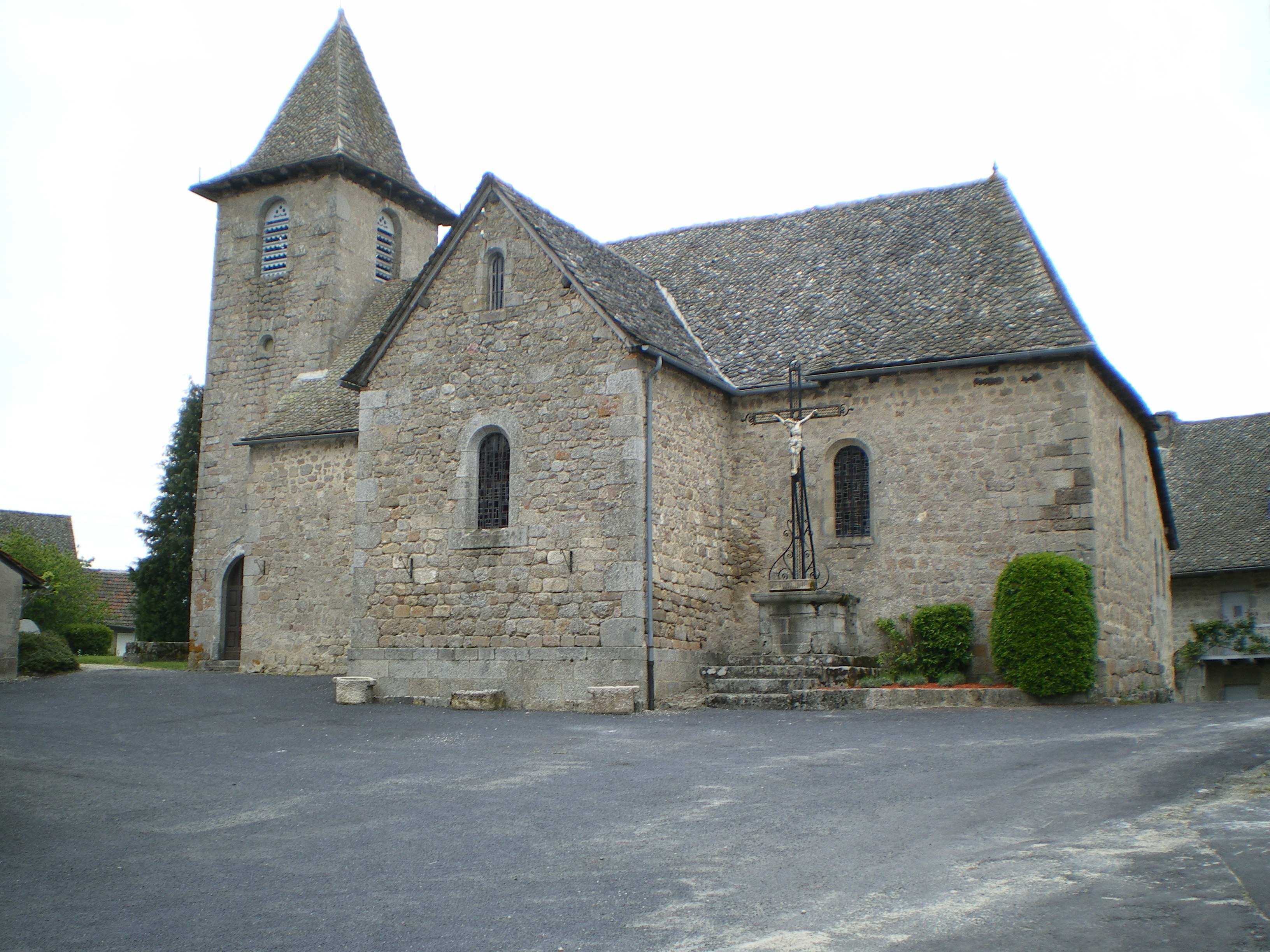
Kirche Saint-Julien
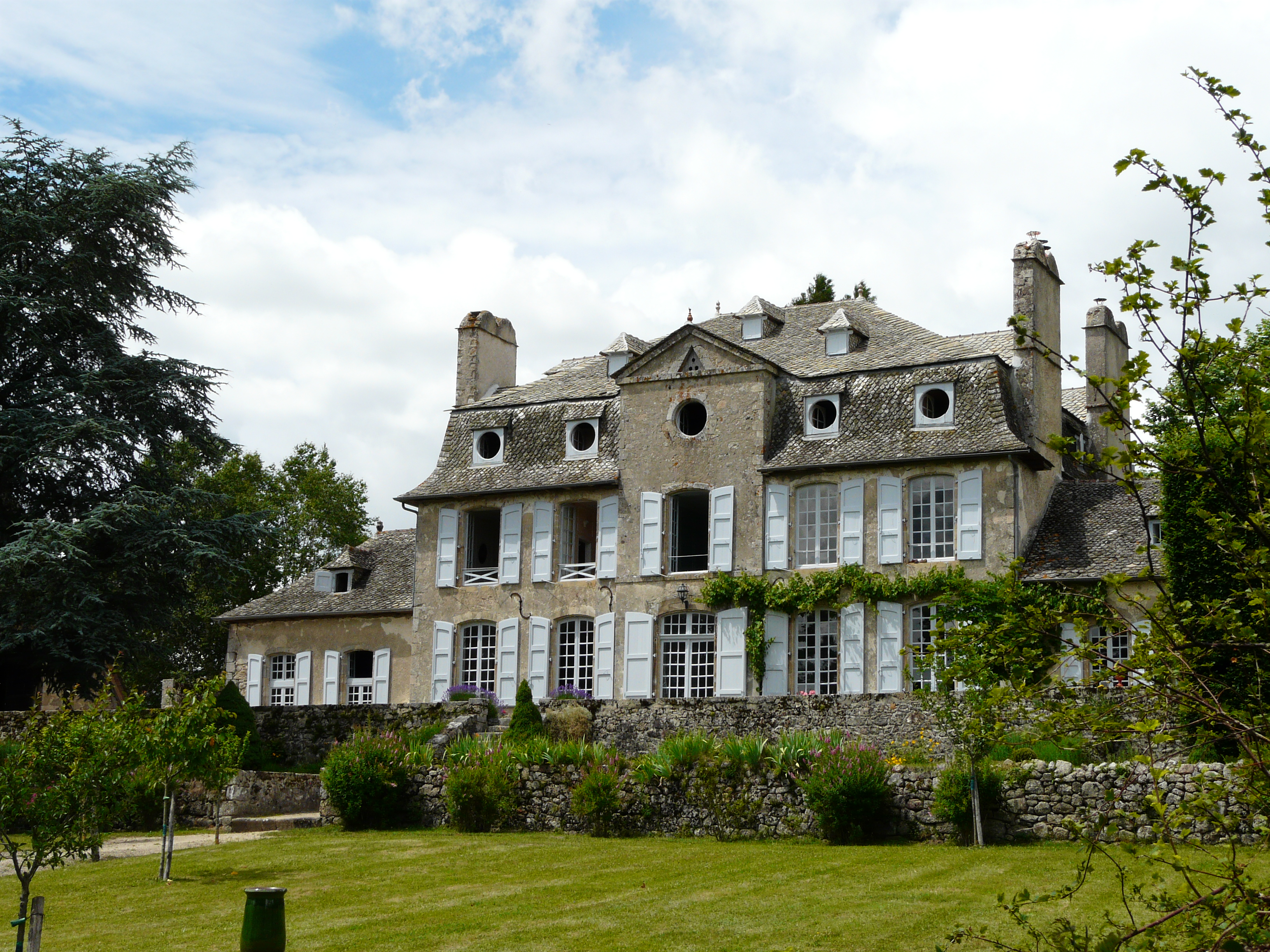
Schloss La Plaze